# Chaise alsacienne

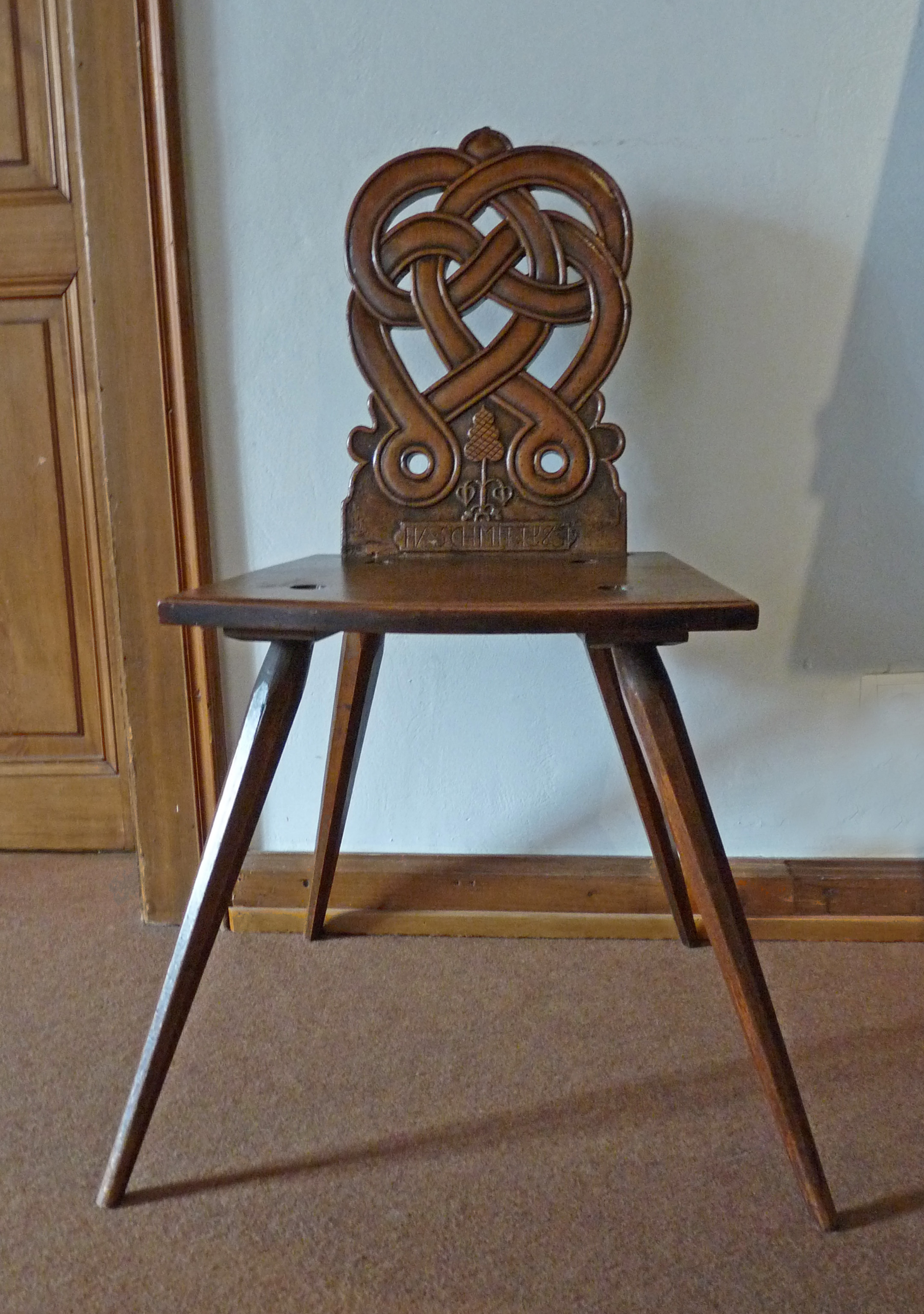
Chaise alsacienne à entrelacs (Musée alsacien de Strasbourg)

La chaise dite alsacienne se caractérise essentiellement par ses pieds divergents et par son dossier décoré et se distingue par conséquent au premier regard des chaises confectionnées dans d’autres régions françaises, dont les pieds sont verticaux et les dossiers peu ornés. Comme de nombreux objets appartenant à l’équipement de la maison alsacienne, ce type de meuble était courant du XVIIe à la fin du XIXe siècle en Europe centrale, et plus particulièrement dans l’aire germanophone de ce continent.

## Montage des différents éléments
La chaise alsacienne traditionnelle est un assemblage en bois qui se démonte et se remonte aisément, car soigneusement ajusté, comprenant un dossier, une assise sous laquelle sont fixées deux traverses, quatre pieds et deux chevilles. Le bois utilisé est essentiellement du noyer, mais aussi du fruitier comme le merisier, mais parfois aussi du chêne ou du sapin. Sa hauteur totale varie de 60 à 80 cm.
Le dossier est généralement constitué d’une seule planche de bois, légèrement inclinée vers l’arrière, épaisse d’environ 2,5 cm, qui se caractérise par un décor ajouré. Cette pièce de bois, haute de 40 à 50 cm, se prolonge vers le bas par une base non ajourée, elle-même prolongée par deux tenons larges de 5 cm et longues de 7 cm environ, portant chacun une perforation transversale. Ces tenons s’insèrent dans deux mortaises rectangulaires pratiquées à l’arrière de l’assise, ainsi que dans la traverse fixée en-dessous. Le dossier est alors bloqué sous la chaise par deux chevilles qui traversent l’ensemble.
Les traverses sont deux pièces de bois rectangulaires (environ 35 x 8 cm chacune), insérées par un bord dans une rainure en queue d'aronde pratiquée dans l’épaisseur du bois de l’assise.
L’assise, constituée d’une seule pièce de bois, épais d’environ 3 cm, est généralement de forme trapézoïdale, aux bords rectilignes ou ondulés, s’élargissant de l’arrière vers l’avant. Elle présente souvent des angles coupés ou arrondis. Dans l’assise et dans la traverse qui se trouve en-dessous sont pratiqués deux trous rectangulaires pour recevoir les tenons du dossier et quatre perforations circulaires destinées à recevoir les quatre pieds.
Les quatre pieds sont le plus souvent à six pans coupés ou encore cannelés. Leur partie supérieure est amincie de façon à s’emboîter exactement dans les perforations pratiquées dans la traverse et dans l’assise. Ils sont souvent calés à l’aide de coins enfoncés depuis l’assise dans le centre du pied une fois ajusté. Même s’ils sont disposés en oblique, leur surface supérieure et inférieure est taillée en biais, de façon à reposer à plat sur le sol. Ils mesurent alors de 45 à 50 cm, mais leur hauteur peut varier en fonction de l'usure des pieds, affinés à la base et fragilisés par le nettoyage du sol.

Détails de l'assemblage
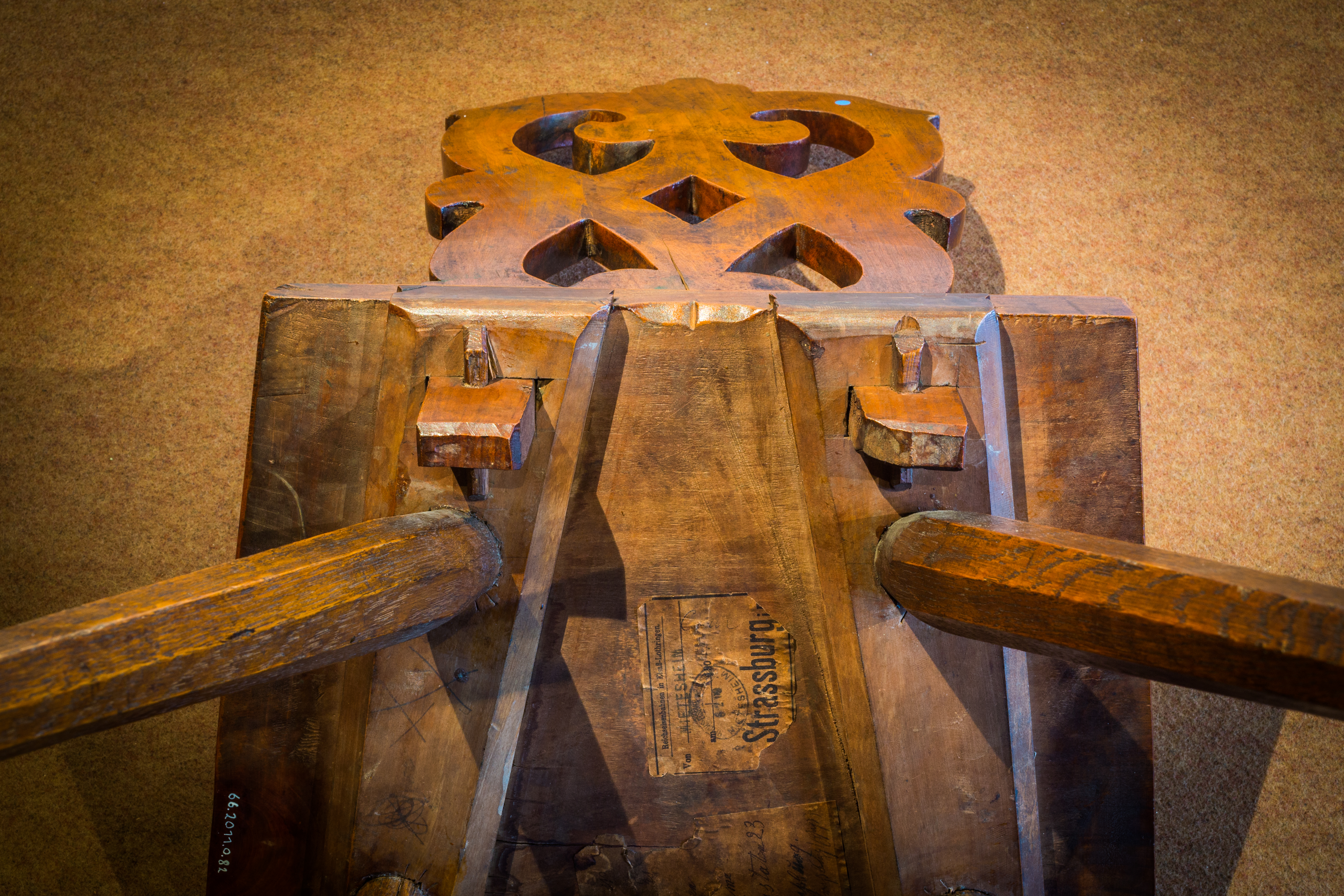
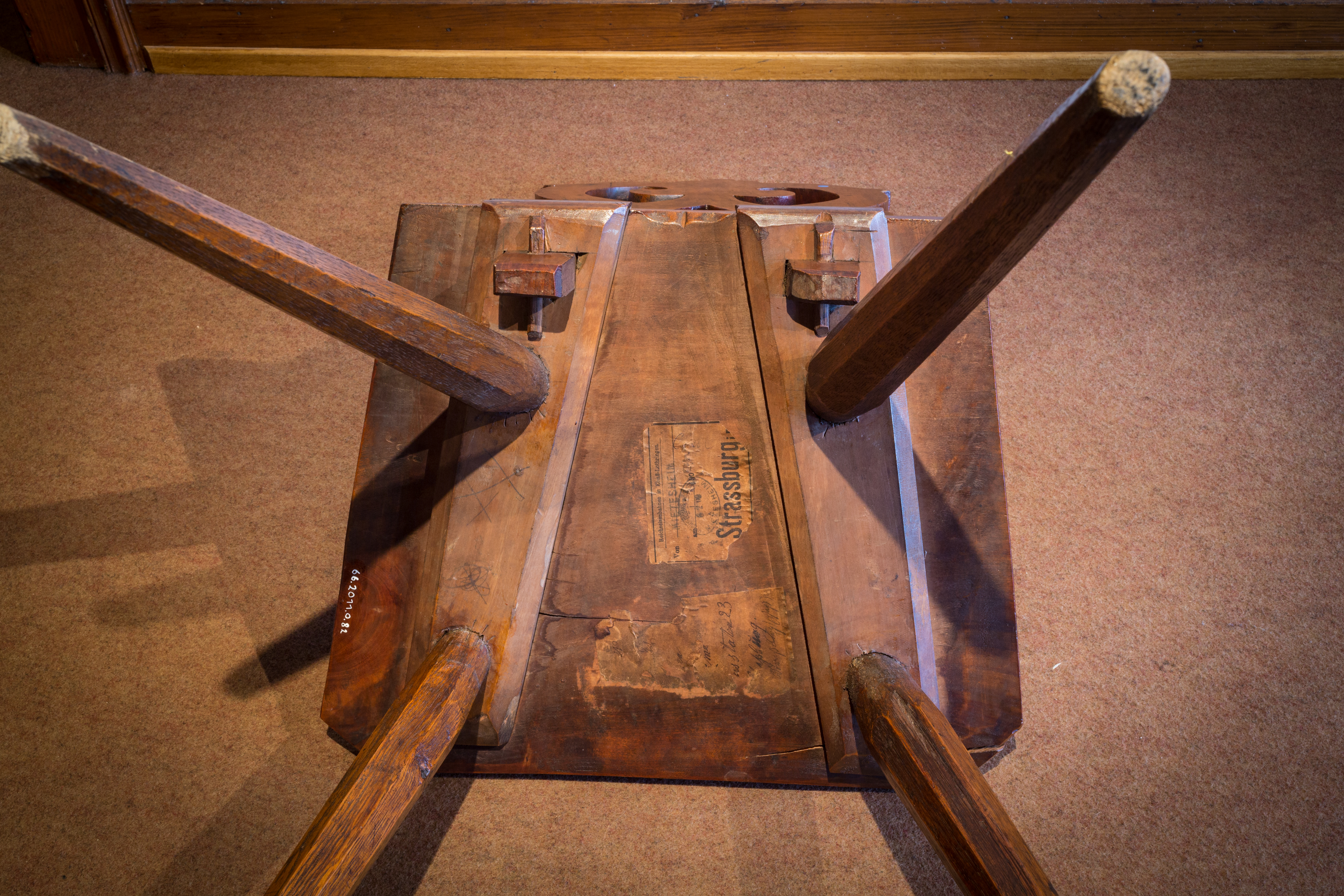
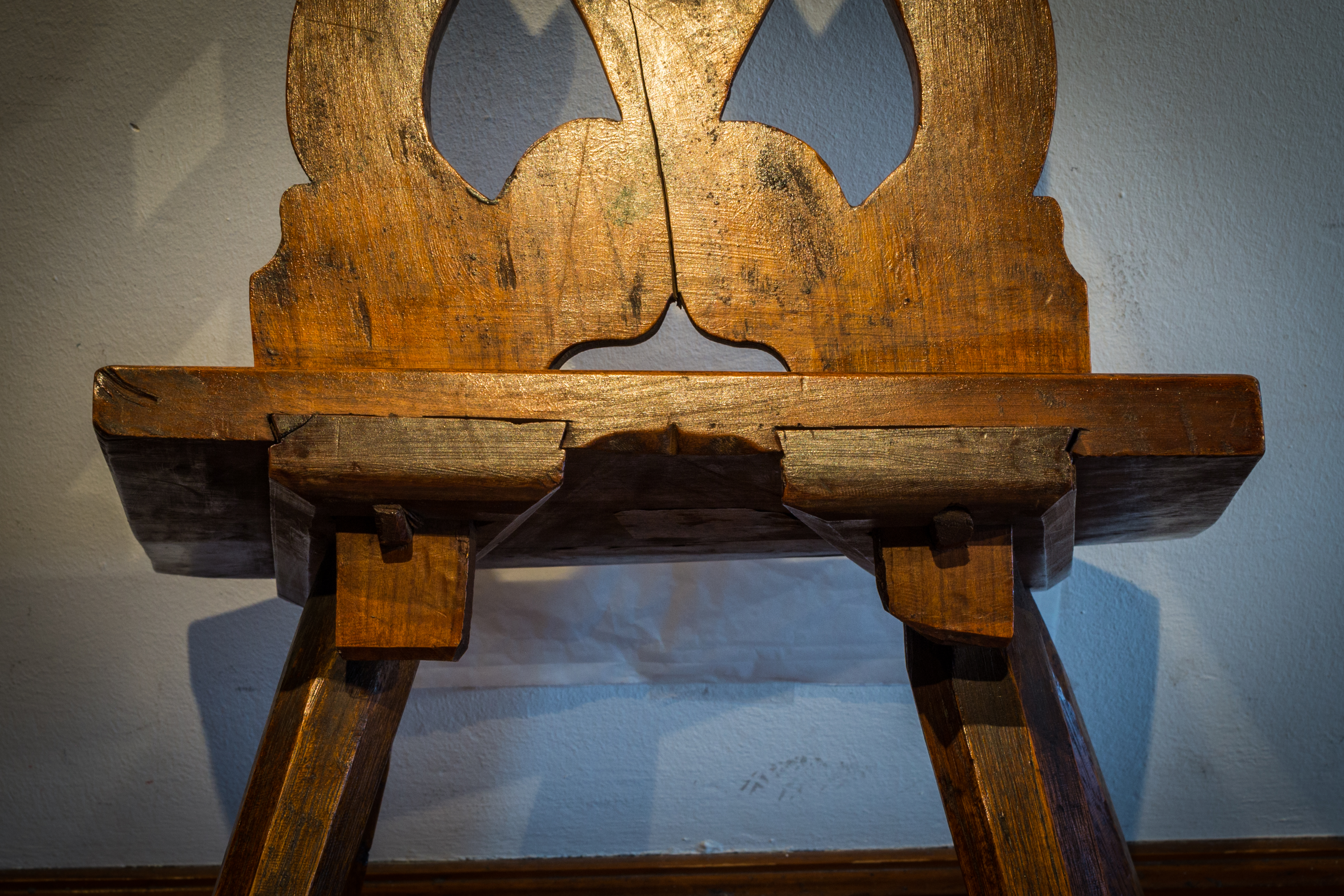

## Le décor du dossier
Aucun dossier de chaise alsacienne n’est dépourvu de décor, celui-ci consistant au moins en un contour chantourné ou arrondi et en une découpe en forme de cœur pratiquée dans la planche. La plupart des dossiers sont agrémentés d’un décor ajouré, parfois très élaboré.
Du XVIIe siècle ne sont connues que les chaises bourgeoises, au dossier sculpté en relief, aux motifs de masques ou encore de style auriculaire.
Une forme particulière des XVIIe et XVIIIe est la chaise à gibet, dont le dossier est formé de deux montants verticaux, reliés à leur partie supérieure par une barre transversale. Ces éléments sont agrémentés d’un décor sculpté.

### Les entrelacs
Le décor d'entrelacs est très fréquent et c’est sans doute celui qui est le plus varié. Le bois découpé compose des formes arrondies qui définissent des cœurs placés tête-bêche, des serpents enroulés ou des huit couchés. Les multiples variantes de ces types d’entrelacs montrent la grande créativité des artisans alsaciens.

Décors d'entrelacs
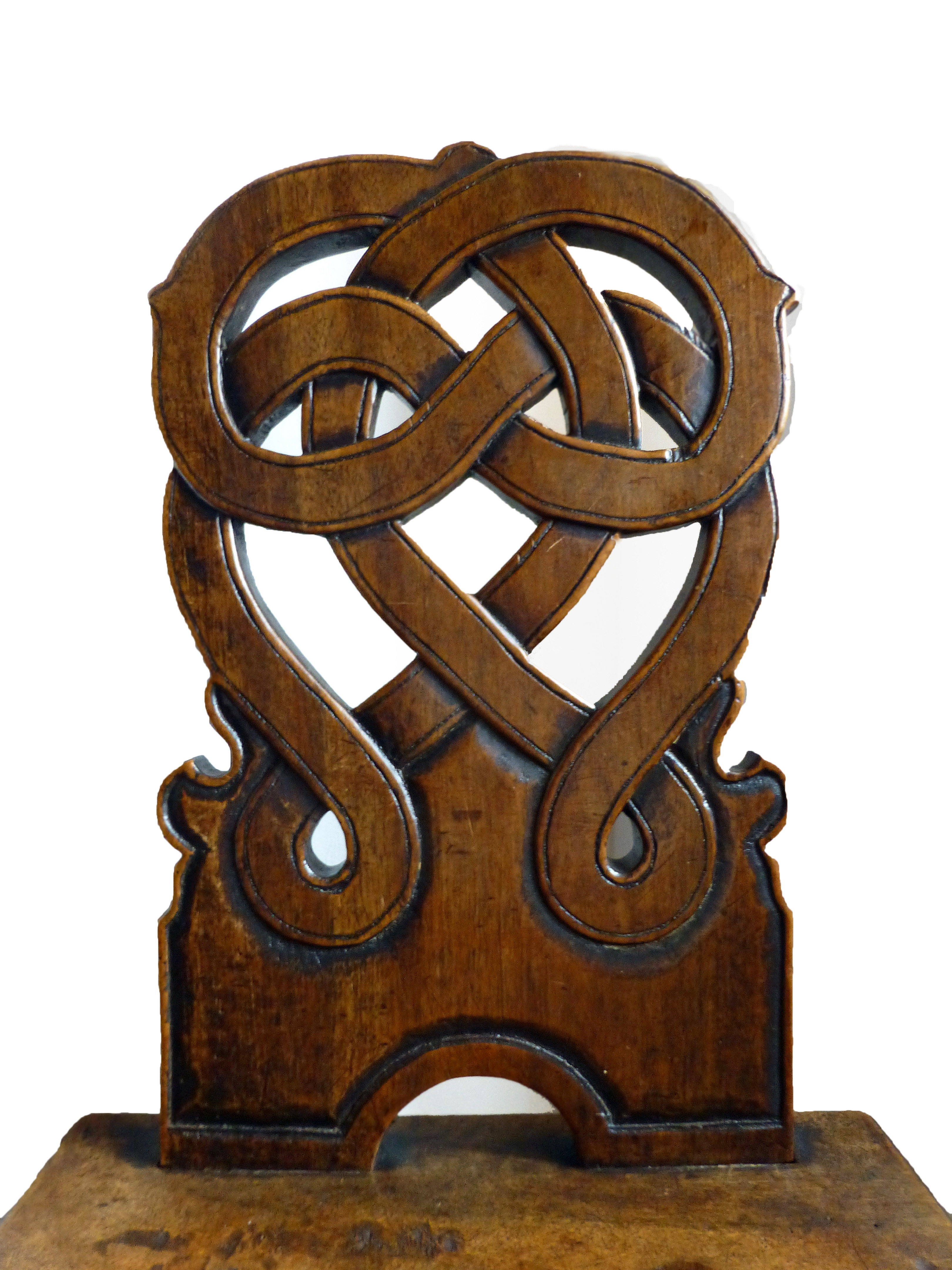
Entrelacs multiples
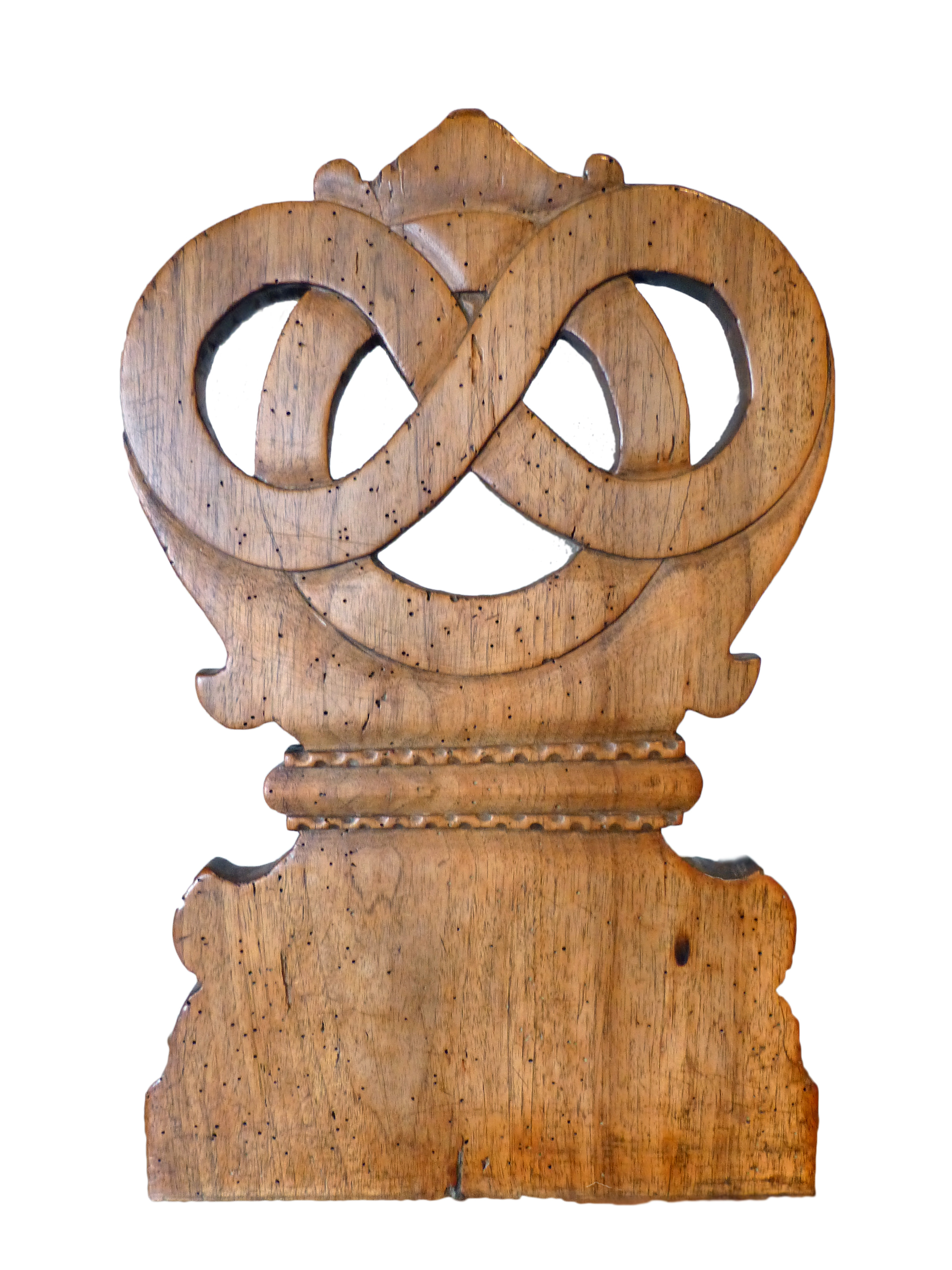
Huit couché
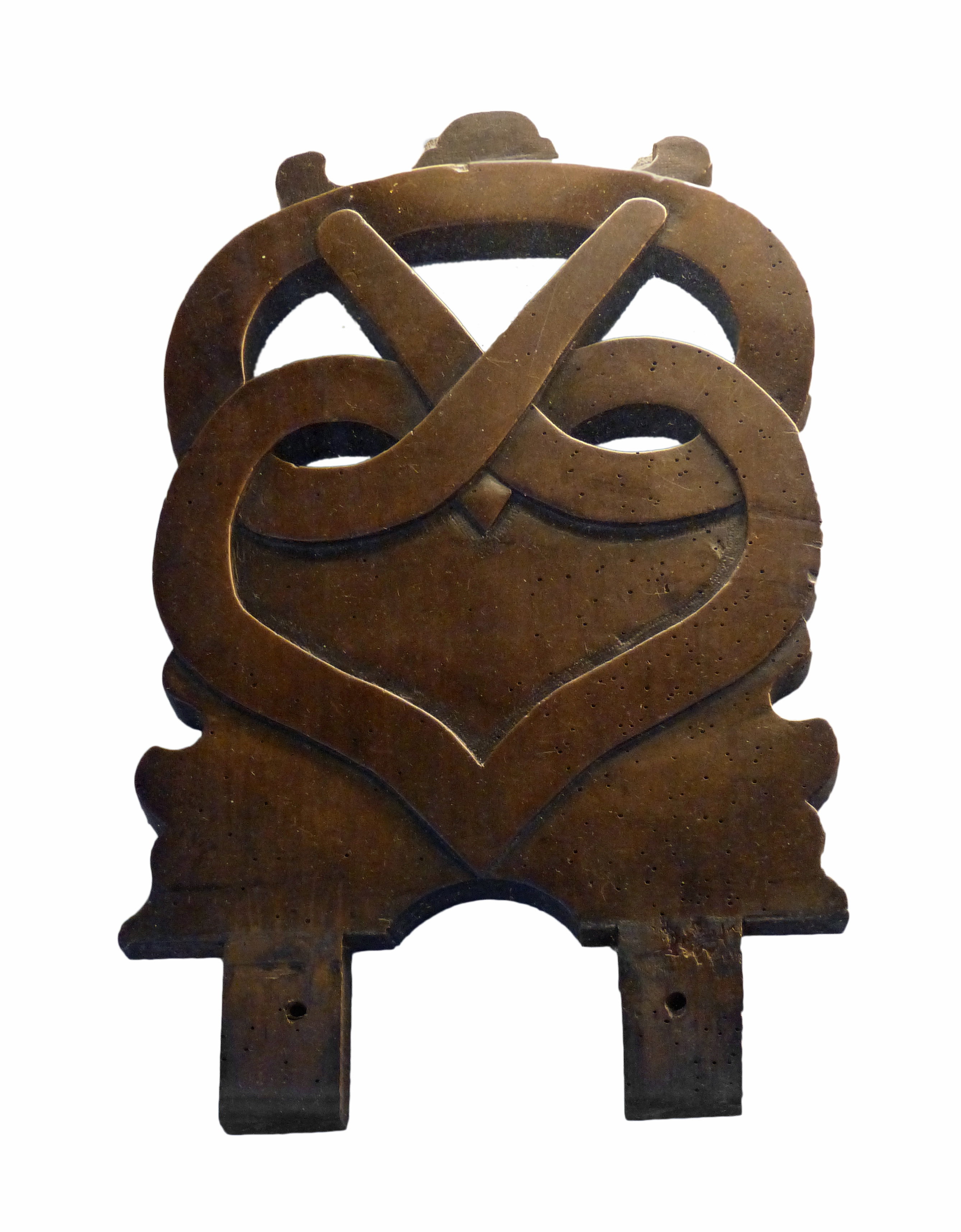
Cœur et bretzel
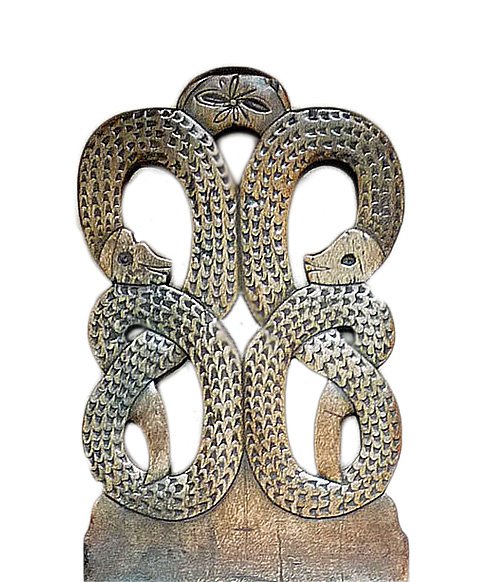
Serpents enroulés

### L'aigle bicéphale
Sans doute inspiré du blason des Habsbourg, famille possédante d’une grande partie de la Haute-Alsace, le motif de l'aigle à deux têtes a évolué au fil du temps d’un symbole politique à une fantaisie graphique. L'animal est devenu de moins en moins lisible et les deux têtes, en principe orientées vers l'extérieur, ont parfois même été inclinées vers l'intérieur du dossier.
Bien plus rare que l’aigle, la fleur de lys rappelle l'appartenance de l'Alsace à la France, qui eut lieu dans la seconde moitié du XVIIe.

Évolution du motif à l'aigle
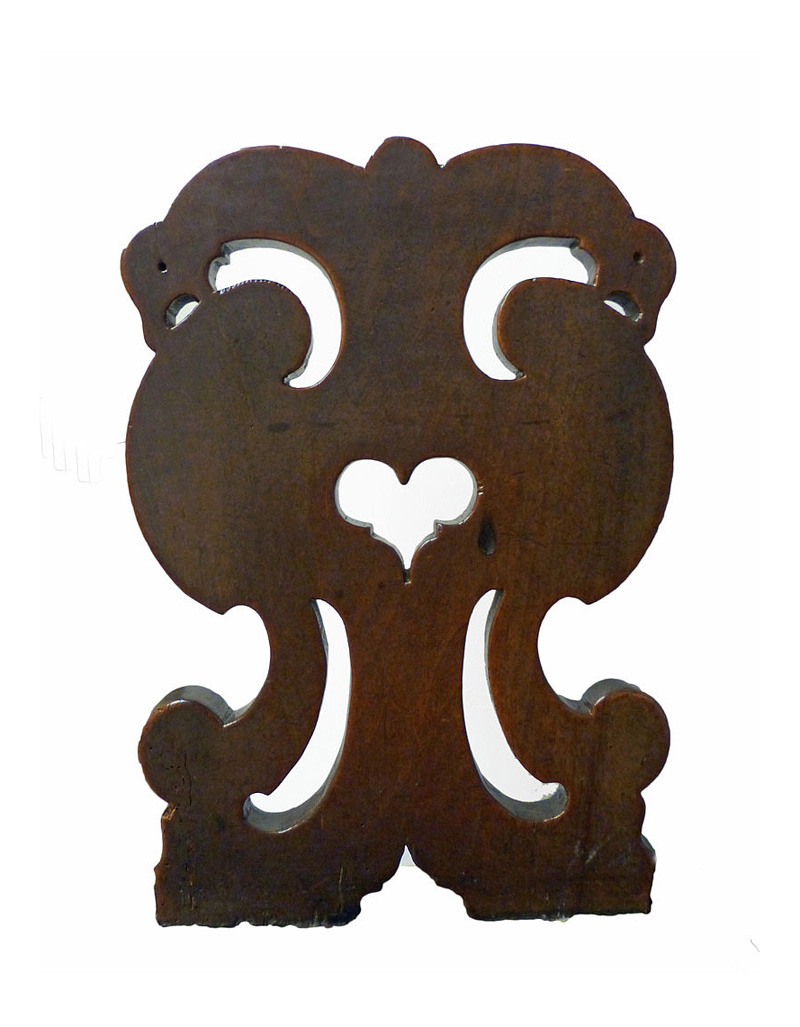
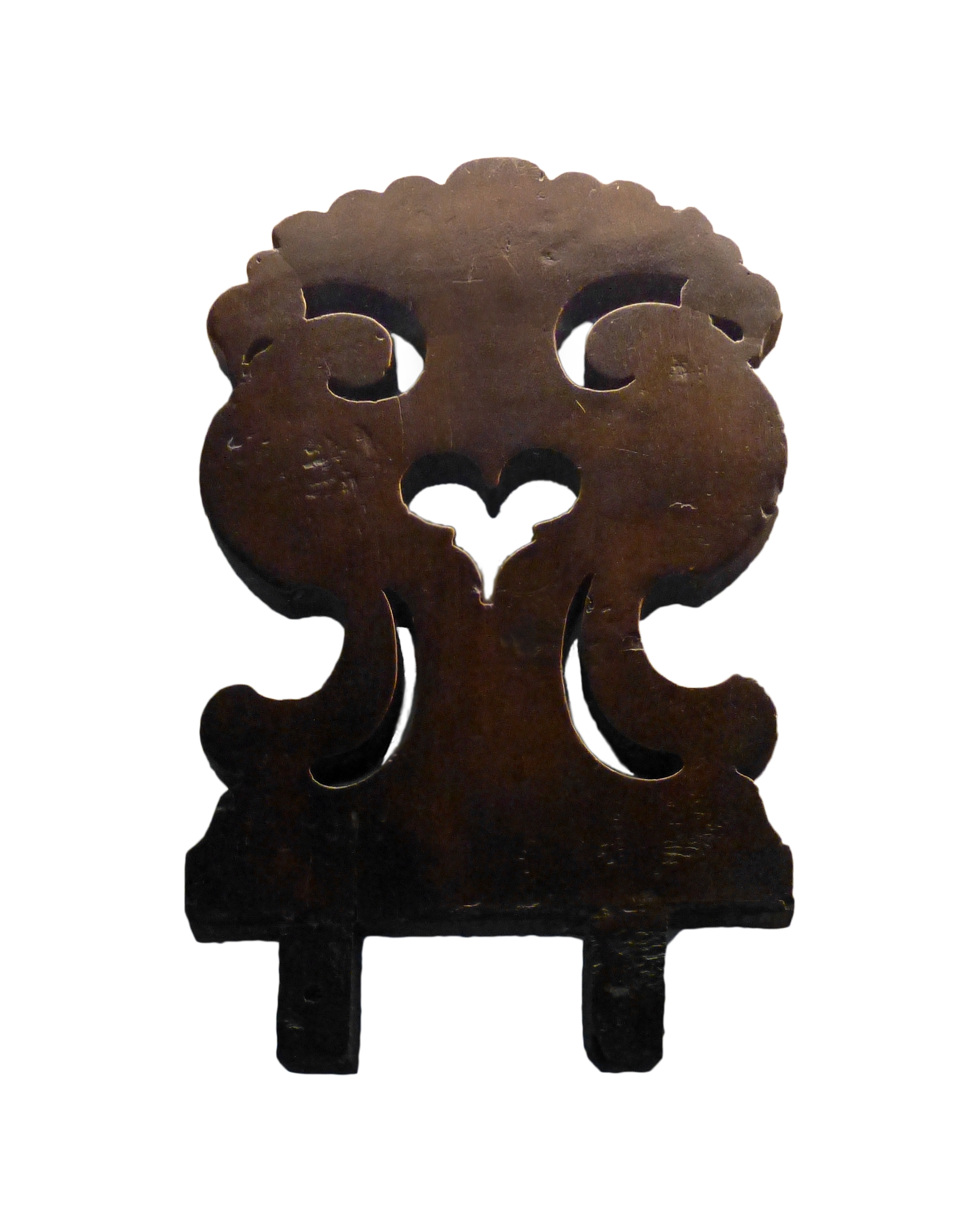
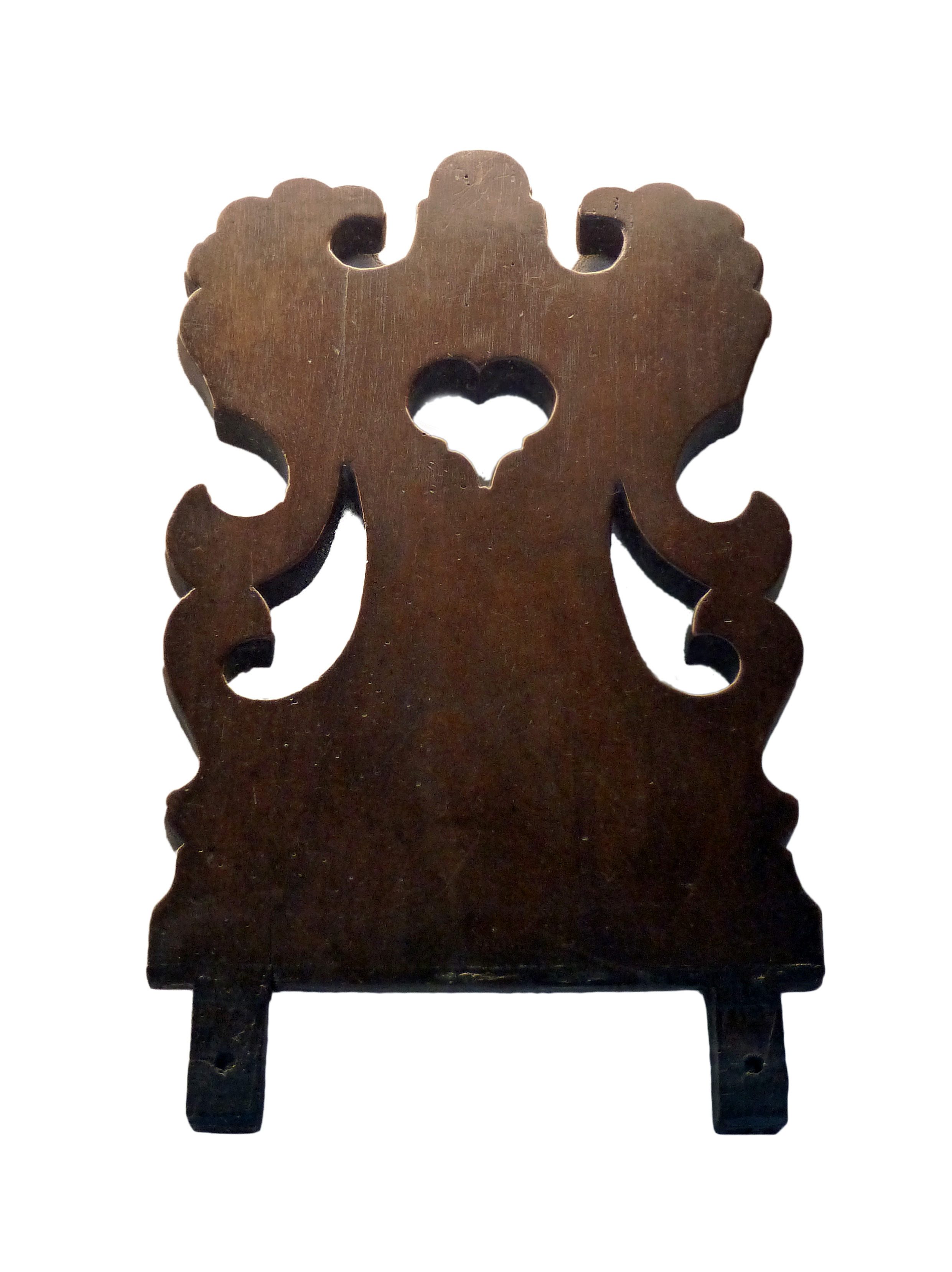

### Décors rares
Quelques dossiers, apparemment tous inspirés par un même modèle, montrent un décor inspiré des principes de l'héraldique et présentant deux petits rongeurs affrontés, dressés sur leurs pattes arrière. Ils peuvent être identifiés à des écureuils ou, plus vraisemblablement à des hermines. Ce dernier décor, ainsi que les serpents ou l'aigle bicéphale, semblent réservés à l'ornementation des chaises et n'apparaissent pas par ailleurs dans l'art populaire alsacien.

### L'influence de l'art savant
Un dossier de chaise conservé au Musée alsacien de Strasbourg est orné d'un remarquable décor rocaille, inspiré de l'art décoratif Louis XV français, qui montre que l'art savant et le mobilier populaire ont essayé de s'adapter l'un à l'autre, mais cette tentative ne semble pas avoir eu de suite.
Le style Louis XVI est présent aussi sur quelques dossiers de chaises alsaciennes, aux formes anguleuses, avec des décors inspirés du corpus du style Louis XVI.

## Utilisation des chaises alsaciennes

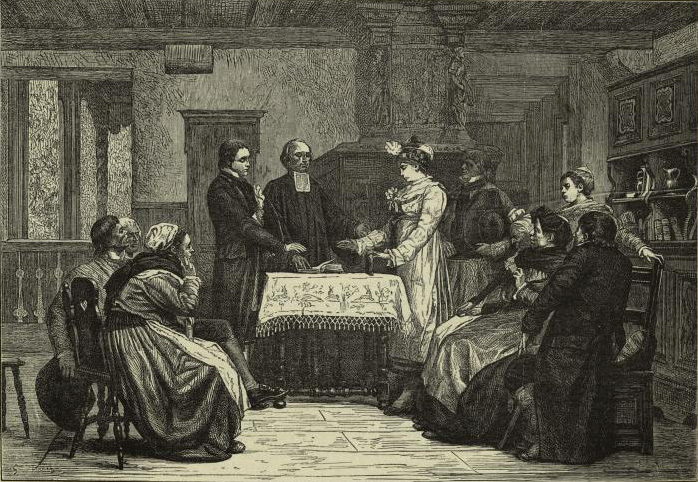
Chaise alsacienne (à gauche) dans une Stube (Gustave Brion, 1872)

Le ou les motifs découpés dans le dossier permettent une bonne préhension de la chaise qui se trouve alors calée sous le bras et facile à déplacer. Lors des veillées entre voisins, chaque nouvel arrivant pouvait ainsi apporter sa chaise pour la soirée.
La largeur de l’assise est de 40 cm à l'arrière, de 45 cm à l'avant. Sa forme trapézoïdale est adaptée aux larges robes en lourd drap portées par les Alsaciennes du XVIIe au début du XXe siècle, et dont les innombrables plis serrés à la taille s’ouvrent en ampleur lorsqu'elles sont assises.
D’après l'étude des inventaires après décès décrivant le mobilier des fermes pièce par pièce, les chaises se trouvaient majoritairement (60%) placées dans la Stube. Avec le développement du confort dans les chambres à coucher, les chaises se trouvèrent aussi dans les pièces à dormir. À table, les femmes s’asseyaient sur des chaises, car il leur était plus facile de se lever pour chercher les plats et les servir, tandis que les hommes de la maisonnée restaient assis sur les bancs fixés contre les murs.

## Des cadeaux de mariage

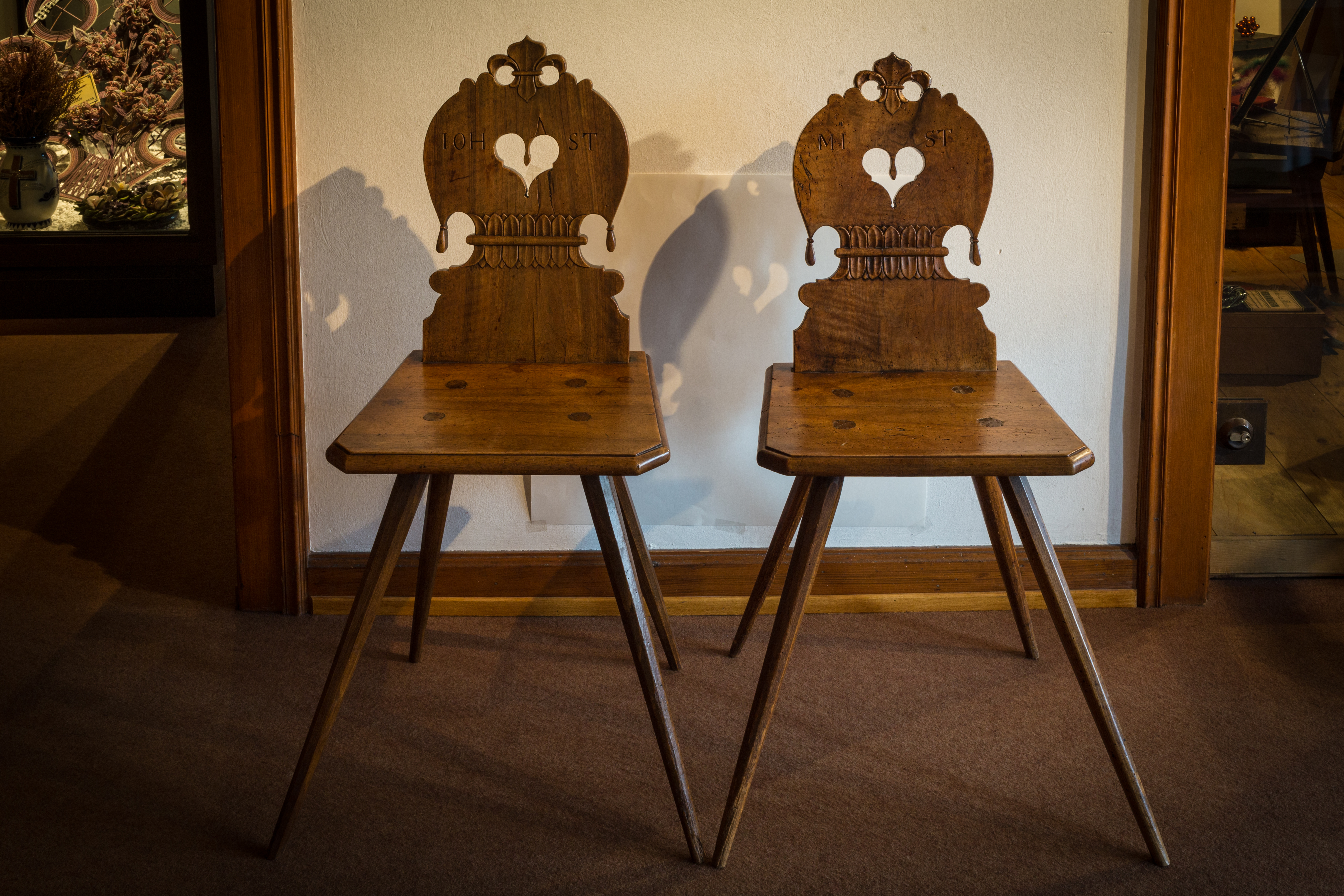
Paire de chaises offertes à un couple

Certaines chaises portent des inscriptions : ce sont des initiales ou le nom d’une femme, accompagnées d’une date correspondant à l’année de mariage. Ce sont des chaises offertes en cadeau de noces à la jeune femme, qui l'apporte dans son nouveau ménage, mais en reste propriétaire. Il existe encore quelques paires de chaises semblables, qui portent sur le dossier, l’une le nom de la mariée et l’autre le nom de son époux, chacun accompagné de la date de mariage (Musée Alsacien Strasbourg).

## Chronologie
La plus ancienne chaise alsacienne datée porte le millésime de 1686, les plus récentes des années 1860. C'est alors qu'apparaissent les chaises en sapin à dossier peint, portant inscrit en blanc sur fond rouge le nom de la jeune femme et la date de son mariage. C'est là une version appauvrie et plus économique, qui marque le début de la disparition de l'art populaire alsacien.
Il existe parallèlement des chaises moins travaillées, dont le bois est de moins bonne qualité, dont les pieds sont droits et dont l’assise est garnie de paille de seigle.

## Les survivances

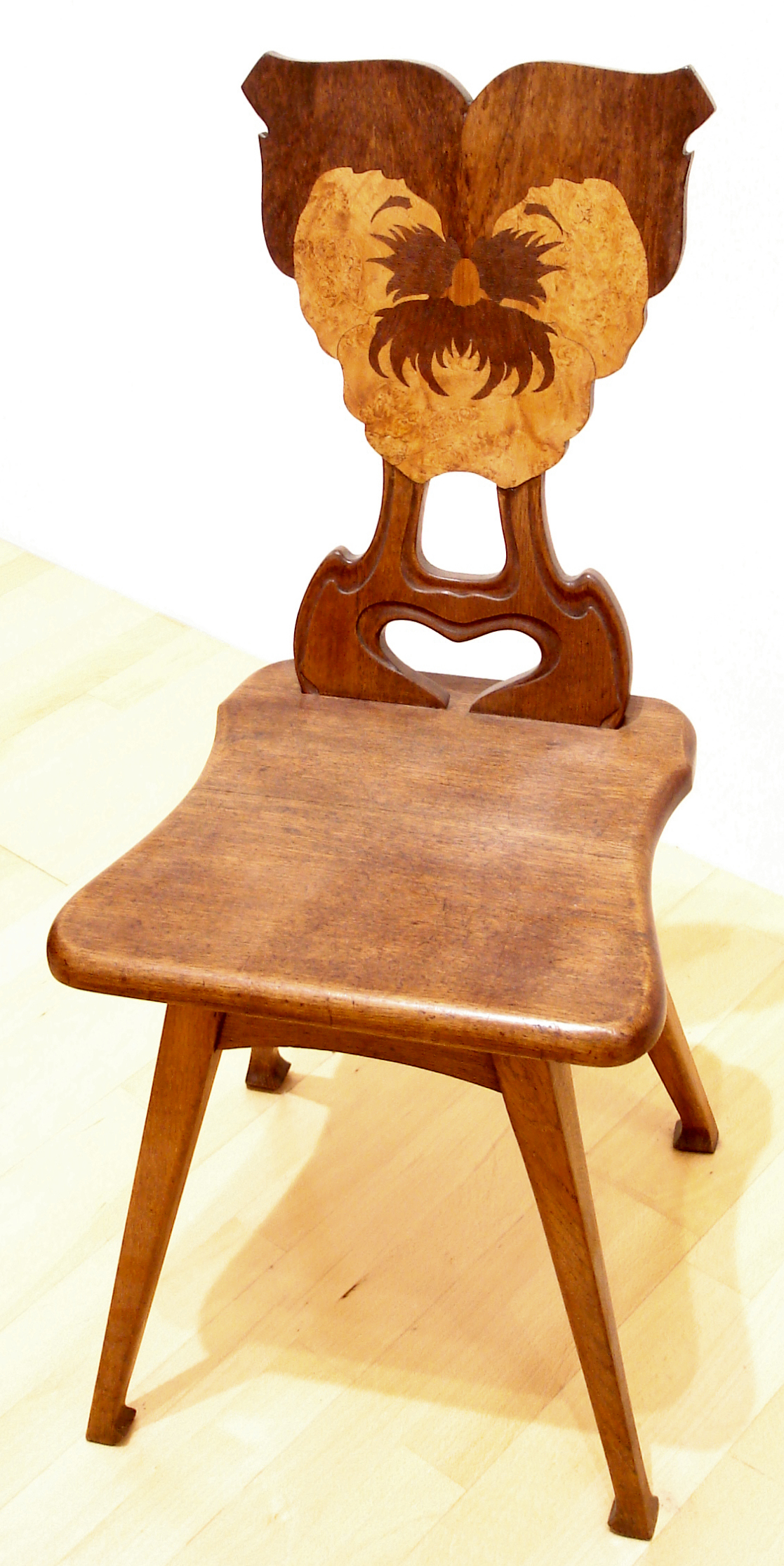
Chaise à dossier pensée de Charles Spindler (Musée d'art moderne et contemporain de Strasbourg)

L'artiste et marqueteur Charles Spindler a créé des meubles s'inspirant des productions régionales traditionnelles, qu’il a revisitées en traitant les formes dans le style de l’Art nouveau (Jugendstil) et qu’il a décorées d’inclusions en marqueterie la technique artistique dans laquelle il s’est particulièrement illustré.
Les chaises aux dossiers figurant des couples d’Alsaciens en buste, avec nœud de coiffe et bonnet, sculptés de façon assez grossière, ne sont pas des meubles traditionnels, mais des créations d'artisans .